# 5156 Golant
5156 Golant (1972 KL) là một tiểu hành tinh vành đai chính được phát hiện ngày 18 tháng 5 năm 1972 bởi T. M. Smirnova ở Đài vật lý thiên văn Crimean.